# Матвеев, Александр Михайлович
Алекса́ндр Миха́йлович Матве́ев (1919—1981) — советский коми писатель

 и переводчик.

## Биография
А. М. Матвеев родился 7 ноября 1919 года в деревне Ипатово Усть-Вымского уезда Северо-Двинской губернии в крестьянской семье. Окончил педучилище и Коми государственный педагогический институт. Работал учителем в сёлах Шыладор, Корткерос, Часово.
Участник Великой Отечественной войны. В мирные послевоенные годы работал в
Пажгинской средней школе, Государственном архиве Коми АССР, Министерстве внутренних дел Республики Коми АССР, с 1951 года – заведующий юмористическим отделом газет «Вöрлэдзысь», «Гöрд знамя», «Коми колхозник», журналист, юморист и сатирик, создатель журнала «Чушканзi».
Александр Матвеев свои первые стихотворения напечатал в 1945 году, затем перешёл на создание сатирических и юмористических рассказов, в которых он мягкой улыбкой говорит о добрых и честных людях, подвергает острому осмеянию болтунов, подхалимов, разгильдяев, лодырей, бюрократов. В 1957—1979 годах Матвеев один готовил к печати коми сатирический журнал «Чушканзi». Издал четыре сборника сатиры и юмора: «Ме найöс аддзывлi», «Микол, Марья да мукöдъяс», «Сьöлöмыд абу кöчамач», «Ма да гормöг». Юмористические рассказы, пьесы, фельетоны, басни, комедии, стихи Александра Михайловича печатались в республиканских периодических изданиях «Красное знамя», «Югыд туй», «Войвыв кодзув». Также его произведения опубликованы на коми, русском, украинском, грузинском и марийском языках.
Александр Михайлович получил звание «Заслуженный работник культуры Коми АССР», звание «Лауреат премии им. В. Савина Союза журналистов Коми АССР».
Писатель умер 21 октября 1981 года в Сыктывкаре.